# 鸡屎树
鸡屎树（学名：Lasianthus hirsutus）为茜草科粗叶木属下的一个种。